# Lignage Sweerts
Pour les articles homonymes, voir Sweerts.

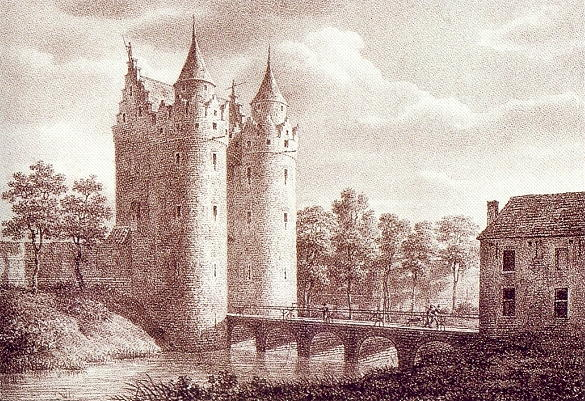
La porte de Flandre à la fin du XVIIIe siècle.

Le Lignage Sweerts est l'un des sept Lignages de Bruxelles.

## Armes

Armes primitives Sweerts, encore portées par des membres de ce lignage vers 1250

Le Lignage Sweerts a pour armoiries : parti-émanché d’argent et de gueules de 10 pièces ; heaume d’argent, grillé et liseré d’or, fourré d’azur ; bourrelet : argent et gueules. Cimier en pain de sucre, parti-émanché d’argent et de gueules de 10 pièces. Lambrequins : argent et gueules. Tenants : deux satyres.
Ce parti émanché pourrait évoquer une série d'épées posées horizontalement, et serait dès lors un jeu de mots sur le nom Sweerts, le mot zweert ou zwaard signifiant épée.  Armes parlantes.

### Armoiries primitives
D'après certains auteurs auxquels se réfèrent les historiens Henne et Wauters, les armes primitives du lignage Sweerts, encore portées par des membres de ce lignage vers 1250, auraient été de gueules à l'aigle d'argent aux ailes éployées. Ce serait durant les dernières années du règne du duc Henri le Guerroyeur (° vers 1165 ; + 1235) que le lignage Sweerts aurait pris d'autres armes. Henri, fils aîné du duc, s'empara, vers 1226, de la forteresse de Randerode dans le pays de Juliers. Le lignage patricien Sweerts monta le premier à l'assaut et planta sa bannière sur les murs de la place conquise. En mémoire de ce fait d'armes, il changea d'écusson (...) et adopta les insignes de Randerode : un écusson émanché d'argent et de gueules", écrivent-ils. Mais comme le note Jean-Théodore de Raadt, comme presque toutes les traditions héraldiques, conservées cependant avec tant de soin par beaucoup de familles, ce récit est évidemment une pure fable. Les sires de Randerath blasonnaient d'ailleurs : échiqueté d'or et de gueules.

## Histoire
La famille-mère de ce Lignage est la famille de Weert. Le nom des membres de cette famille s’écrit souvent, dans les documents des XIIIe et XIVe siècles, Wert puis de Weert. De Weert signifie l’hôte, et en latin, Hospes. Ce nom ne dérive dès lors pas d’un prénom (qui serait Sweder) ou du mot épée en thiois (qui se dit swaerd, ou en néerlandais zwaard). Le premier échevin de ce nom est Henri Hospes, ou Wert, en 1233.
En 1376, trente-huit personnes de vingt-sept familles différentes s’inscrivirent au Sweerts. Ces personnes appartiennent aux familles suivantes : van den Heetvelde, Was, de Weert, de Crane, van den Hert, de Porter, van Zassen, van Pede, van Bersele, van Cariloe, de Pape, Moye, de Vrieze, de Geete ou van Ghote, van Kesterbeke, de Monct dit t’Serwyte, Buys, van Ruckelingen, Mutse, van den Ende, Nolten, van Helisem, van Ophem, Clutinc, Andries alias van der Cappelle, de Walhain, van den Hove. Ces familles et leur descendance sont étudiées dans la série d'ouvrage Brabantica éditée par François de Cacamp. 
Les registres d’admission au Lignage Sweerts ont fait l’objet d’une publication en 1964. L’on connait ainsi les échevins du Lignage Sweerts de 1339 à 1479 ainsi que d’autres membres de ce Lignage de 1355 à 1479, les membres du Lignage de 1480 à 1585, puis ceux de 1586 à 1695, et enfin les Lignagers du Sweerts de 1696 à 1794.
Pour les filiations lignagères plus récentes, l'on se référera au Manuscrit de Roovere, tel que transcrit et publié. Par ailleurs, l'ouvrage de Désiré van der Meulen sur les Lignages de Bruxelles tel que synthétisé dans la Liste et armorial des personnes admises aux Lignages de Bruxelles mentionne aussi ces Lignagers pour les époques les plus récentes .
Enfin, notons que la porte de Flandre fut défendue par le Lignage Sweerts, secondé en 1422 par la nation de Saint-Gilles.